# Mirganj (Gopalganj)
Mirganj is een notified area in het district Gopalganj van de Indiase staat Bihar. 

## Demografie
Volgens de Indiase volkstelling van 2001 wonen er 23.579 mensen in Mirganj, waarvan 52% mannelijk en 48% vrouwelijk is. De plaats heeft een alfabetiseringsgraad van 52%. 